# Ilija Valov
Ilija Valov (bolgárul:  Илия Вълов, Knezsa, 1961. december 29. – Vraca, 2024. július 13.) bolgár válogatott labdarúgókapus, edző.

## Pályafutása

### Klubcsapatban
1980 és 1988 között az Botev Vraca csapatában játszott. 1988-tól 1990-ig a CSZKA Szofija kapuját védte. 1990-ben rövid ideig a Lokomotiv Szofiját erősítette. Még abban az évben Németországba szerződött az FC Berlin együtteséhez, ahol egy évet töltött. 1991 és 1992 között az osztrák Austria Wien játékosa volt. 1992-ben kis időre hazatért a Dobrudzsa Dobrics csapatához. 1992-ben Törökországba szerződött a Karşıyakához, ahol két szezont töltött. 1995-ben a Denizlisporban fejezte be a pályafutását. 

### A válogatottban
1983 és 1990 között 31 alkalommal szerepelt a bolgár válogatottban. Részt vett az 1986-os világbajnokságon.

### Edzőként
1999 és 2002 között a Botev Vraca vezetőedzője volt. 2002 és 2004 között a Cserno More, 2006 és 2007 között a CSZKA Szofija csapatánál dolgozott kapusedzőként. 